# Paraphileurus impressus
Paraphileurus impressus är en skalbaggsart som beskrevs av S. Endrödi 1978. Paraphileurus impressus ingår i släktet Paraphileurus och familjen Dynastidae. Inga underarter finns listade i Catalogue of Life.